# 혈뇨
혈뇨(血尿, Hematuria)는 오줌에 적혈구가 섞인 형태를 말한다.

## 병인
- 박테리아 병행 요로감염증
- 신장결석
- 다낭성 신종[1]
- 트라우마
- 신장, 전립선, 방광의 암
- 전립선비대증 (특히 50세 이상의 노인의 경우)
- 유치 도뇨관
- 과한 운동
- 병인이 없는 경우도 있음

그 밖의 가능성이 적은 병인은 다음을 포함한다:
- 신사구체 출혈(예: IgA신증)
- 겸형 적혈구 빈혈증
- 주혈흡충증
- 전립선염
- 요도염
- 신장 질환[2]
- 신장 척수동정맥 기형(희귀하지만 가능성 있음)

희귀한 병인은 다음을 포함한다:
- 발작성 야간혈색소 요증
- 유섬유소변성괴사
- 알레르기는 어린이에게 혈뇨를 드물게 일으킬 수 있다[3]
- 좌신정맥 고혈압[4]
- 신장염

혈뇨와 비슷한 질병은 다음을 포함한다:
- 혈교가 아닌, 소변의 색을 붉게 하는 질병: 예를 들어 술폰아미드, 퀴닌, 리팜피신, 페니토인[2]
- 사탕무우뇨 소비
- 월경